# Ro-111
Ro-111 — підводний човен Імперського флоту Японії, який брав участь у Другій світовій війні.

## Початок історії корабля
Корабель, який належав до типу Ro-100, спорудили на верфі Kawasaki Jukogyo в Кобе. Ro-111 завершили у липні 1943-го та для проходження навчань включили до складу 11-ї флотилії підводних човнів.
Наприкінці жовтня 1943-го RO-111 перевели до 30-ї дивізії підводних човнів (8-ма флотилія), після чого він вирушив до Південно-Східної Азії і 23 листопада прибув до Пенангу (база японських підводних човнів на західному узбережжі півострова Малакка).

## Перший похід
6 грудня 1943-го Ro-111 вирушив на бойове патрулювання в Бенгальській затоці. 23 грудня за дві сотні кілометрів на південь від Мадрасу човен зустрів конвой JC.30, який прямував до Калькутти, та зміг поцілити торпедою вантажне судно Peshawur. Через дві години уражене судно, яке перевозило 150 тонн вибухівки та близько 2000 тонн інших вантажів, затонуло. 29 грудня RO-111 повернувся до Пенангу.

## Другий похід
Почався 7 січня 1944-го та тривав до повернення човна в Пенанг наприкінці місяця. Цього разу RO-111 виставив 10 мін біля узбережжя острова Цейлон (Шрі-Ланка).

## Третій похід
Тривав з 1 по 23 лютого 1944-го та завершився прибуттям у Пенанг. Ro-111 провів другу мінну постановку біля Цейлону.

## Четвертий похід
7 березня 1944-го човен полишив базу та попрямував до північної частини Бенгальської затоки. 16 березня за сотню кілометрів на південь від дельти Гангу Ro-111 перехопив конвой HC.44, який прямував із Калькутти до Читтагонгу. Йому вдалось поцілити однією торпедою судно El Madina, яке розломилось навпіл (при цьому кормова частина затонула за кілька хвилин). Загинуло близько 380 осіб, переважно військовослужбовців індійського та африканського походження, ще понад 800 осіб вдалось врятувати.
25 березня човен повернувся до Пенангу, після чого вирушив у Японію до Сасебо для проходження ремонту.

## П'ятий похід
22—31 травня 1944-го RO-111 перейшов на атол Трук (центральна частина Каролінських островів). На той час розташована тут потужна база японського ВМФ уже втратила своє стратегічне значення, проте її ще використовували для операцій підводних сил. Зокрема, японське командування спробувало створити завісу підводних човнів між Труком і островами Адміралтейства, яка мала сприяти обороні головного рубежу, що тепер проходив через Маріанські острови та західну частину Каролінського архіпелагу.
4 червня 1944-го Ro-111 вийшов у південному напрямку, а 7 червня від нього отримали останню радіограму.
10 червня дещо більш ніж за три сотні кілометрів на північний схід від островів Адміралтейства (та майже за вісім сотень кілометрів на південний захід від Труку) літак з ескортного авіаносця «Хоггат Бей» виявив нафтову пляму. Після цього сюди прибув один з ескортних кораблів авіаносця есмінець USS Taylor і встановив сонарний контакт із підводним човном. Есмінець провів атаку глибинними бомбами, а через якийсь час Ro-111 сплив на поверхню. Taylor відкрив вогонь з артилерії та досягнув численних влучань, після чого японський підводний човен затонув. Загинули всі 54 особи, що перебували в нього на борту.

## Бойовий рахунок
| Дата       | Назва     | Тип      | Тоннаж | Місце              |
| 23.12.1943 | Peshawur  | вантажне | 7934   | Бенгальська затока |
| 16.03.1944 | El Madina |          | 3962   | Бенгальська затока |